# فيرناندو فرانسيسكو ريجيس
فيرناندو فرانسيسكو ريجيس (بالبرتغالية: Fernando Francisco Reges‏) والذي يعرف باسم فيرناندو (بالبرتغالية:  Fernando‏) (مواليد 25 يوليو 1987, بمدينة ألتو بارايسو دي غوياس) هو لاعب كرة قدم برازيلي ، يلعب في مركز الوسط. كان يلعب مع نادي بورتو البرتغالي، لكنه يلعب حاليًا مع مانشستر سيتي الإنجليزي بعدما انتقل إليهم مقابل 15 مليون يورو.

## روابط خارجية
- فيرناندو فرانسيسكو ريجيس على موقع الاتحاد الأوربي (الإنجليزية)
- فيرناندو فرانسيسكو ريجيس على موقع اتحاد تركيا (لاعب) (الإنجليزية)
- فيرناندو فرانسيسكو ريجيس على موقع قاعدة بيانات كرة القدم.إي يو (الإنجليزية)
- فيرناندو فرانسيسكو ريجيس على موقع Soccerbase.com (لاعب) (الإنجليزية)
- فيرناندو فرانسيسكو ريجيس على موقع Soccerway.com (الإنجليزية)
- فيرناندو فرانسيسكو ريجيس على موقع عالم كرة القدم.نت (الإنجليزية)
- فيرناندو فرانسيسكو ريجيس على موقع AS.com (الإسبانية)